# Hernialde
Hernialde – gmina w Hiszpanii, w prowincji Guipúzcoa, w Kraju Basków, o powierzchni 4,17 km². W 2011 roku gmina liczyła 361 mieszkańców.